# Sade Ate
Sade Ate is een bestuurslaag in het regentschap Aceh Tenggara van de provincie Atjeh, Indonesië. Sade Ate telt 70 inwoners (volkstelling 2010).